# Eugène van Dievoet

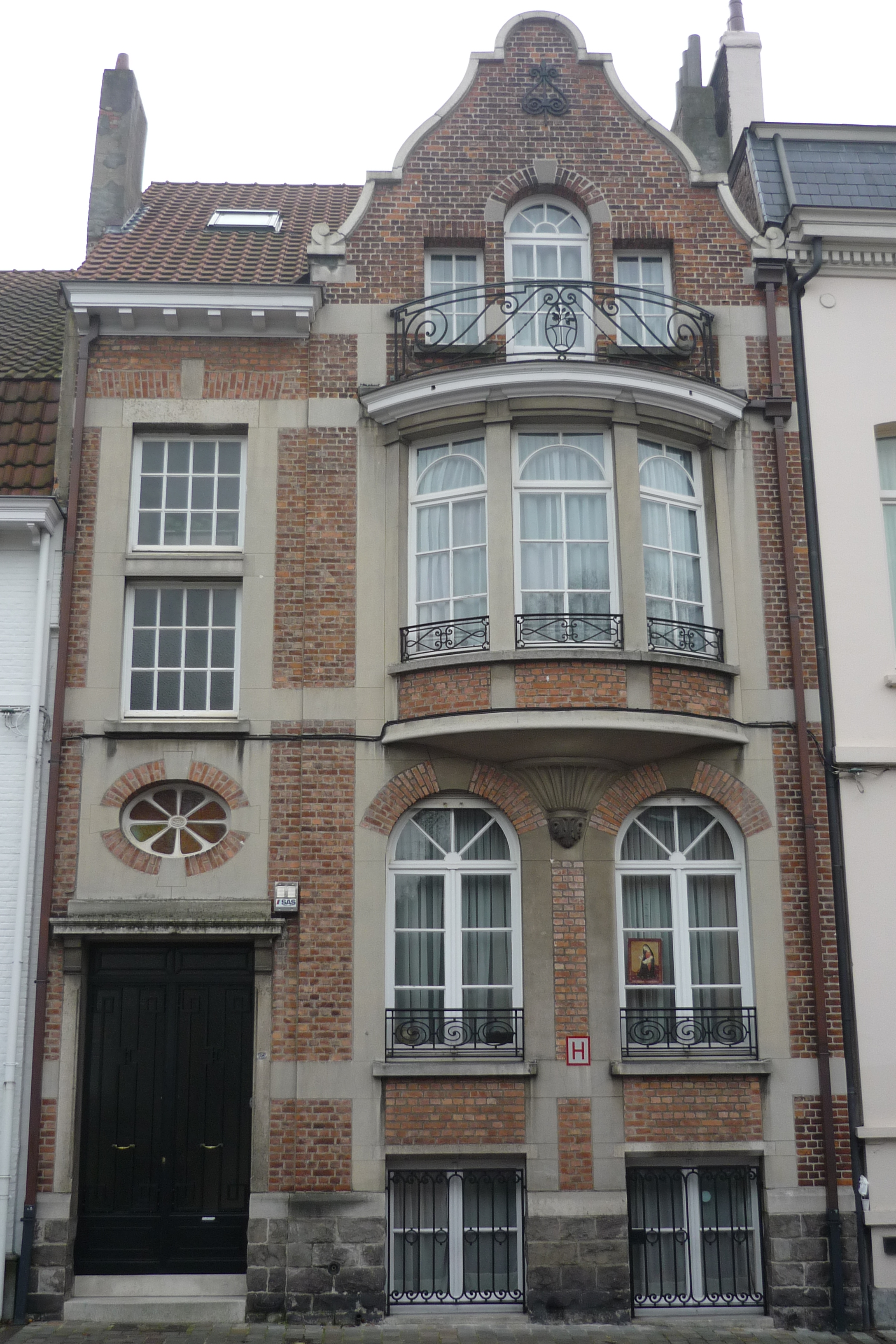
1923: Woluwe-Saint-Lambert (Brüssel), persönliches Haus des Architekten Eugène van Dievoet, rue Vergote, 30.

Eugène van Dievoet (* 9. Mai 1862 in Brüssel; † 20. März 1937) war ein belgischer Architekt in der Zeit des Art déco und der Beaux-Arts-Architektur und Träger des Leopoldsordens.

## Leben
Eugène van Dievoet wurde 1862 als Sohn von Ernest Jean-Louis van Dievoet (16. Juli 1835 in Brüssel-28. August 1903 in Saint-Gilles) und Léonie Joséphine Françoise Most (14. Juli 1838 in Antwerpen – 1943 in Brüssel) geboren. Seine Karriere begann er als Architekt des Militärs und besuchte die Königliche Militärakademie Belgiens. An der Akademie wurde er Techniker, Ingenieur und schließlich Professor. Im Jahr 1936 wurde er Mitglied der Königlichen Gesellschaft für die Altertumskunde von Brüssel (Société royale d'archéologie de Bruxelles).
Nach seiner Zeit beim Militär arbeitete er als ziviler Architekt weiter und konstruierte diverse Häuser im Stil des Art déco oder der Beaux-Arts. Der Katalog seiner Werke, sowohl zivil als auch militärisch, ist noch unvollständig.
Er war verheiratet mit Léonie Quarez, geboren in Lüttich 22. Mai 1865 und gestorben in Woluwe-Saint-Lambert (Brüssel) 6. Dezember 1944. Sie haben keine Kinder gehabt.

## Werke
- 1922, Schaerbeek, das „Maison Brison“, boulevard Reyers, 120 (Haus aus blauem Stein im Stil Ludwig XV.).
- 1923, Brüssel, rue des Fabriques, n° 32: Bürgerhaus im Stile der Beaux-Arts.
- 1923, Brüssel, rue des Fabriques n° 32A à 36A, Appartements im Stile des Art déco.
- 1923, Woluwe-Saint-Lambert (Brüssel), persönliches Haus des Architekten, rue Vergote, 30 (früher n° 14).

## Bibliografie
- 1935: Histoire de l'École militaire, 1834-1934, Brüssel, Druckerei Marcel Hayez, 1935, Seite 361.
- 1936: Bulletin de la Société Royale d'Archéologie de Bruxelles, 2. März 1936.
- 1993: Le patrimoine monumental de la Belgique, Brüssel, Pentagone E-M, Brüssel, Pierre Mardaga, Herausgeber, 1993, volume 1B, Seite 41.
- 2003: Anne Van Looo (dir.), Dictionnaire de l'Architecture en Belgique de 1830 à nos jours, Anvers, Fonds Mercator, 2003, Seite 561.

## Galerie

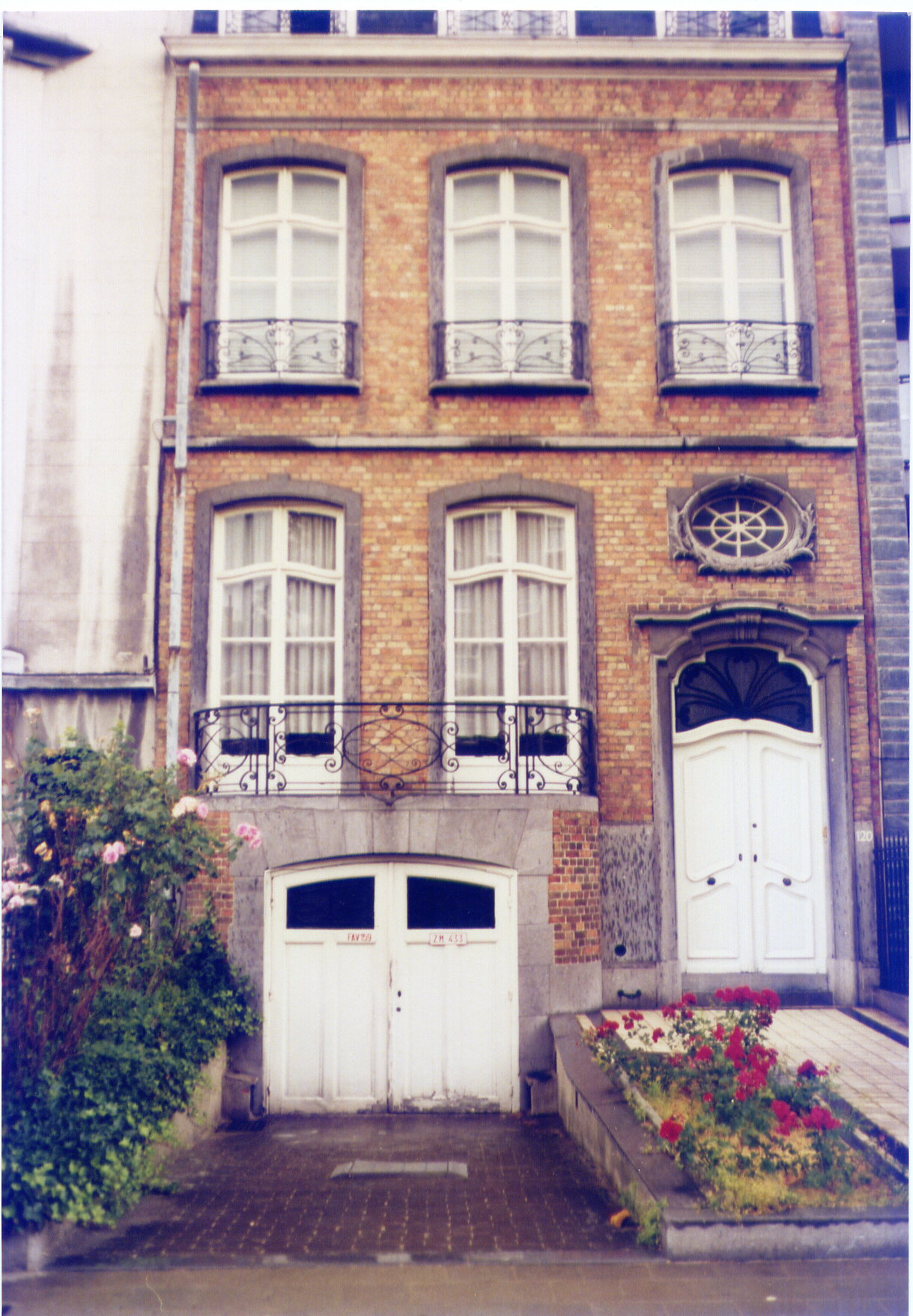
1922: Maison Brison, boulevard Reyers, 120 (Stil Ludwig XV.).
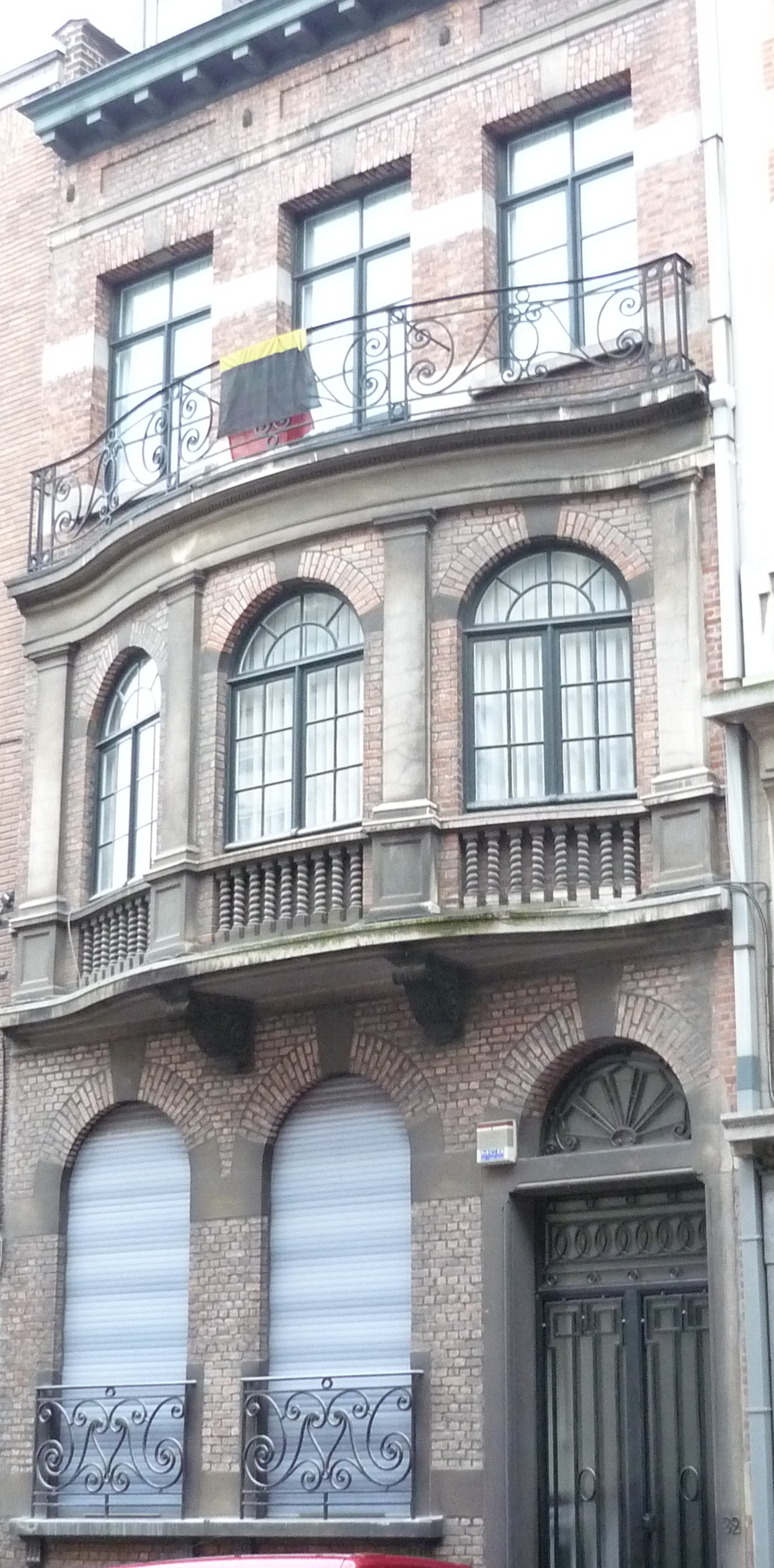
1923: Brüssel, rue des Fabriques, 32, Haus im Stil der beaux-arts.
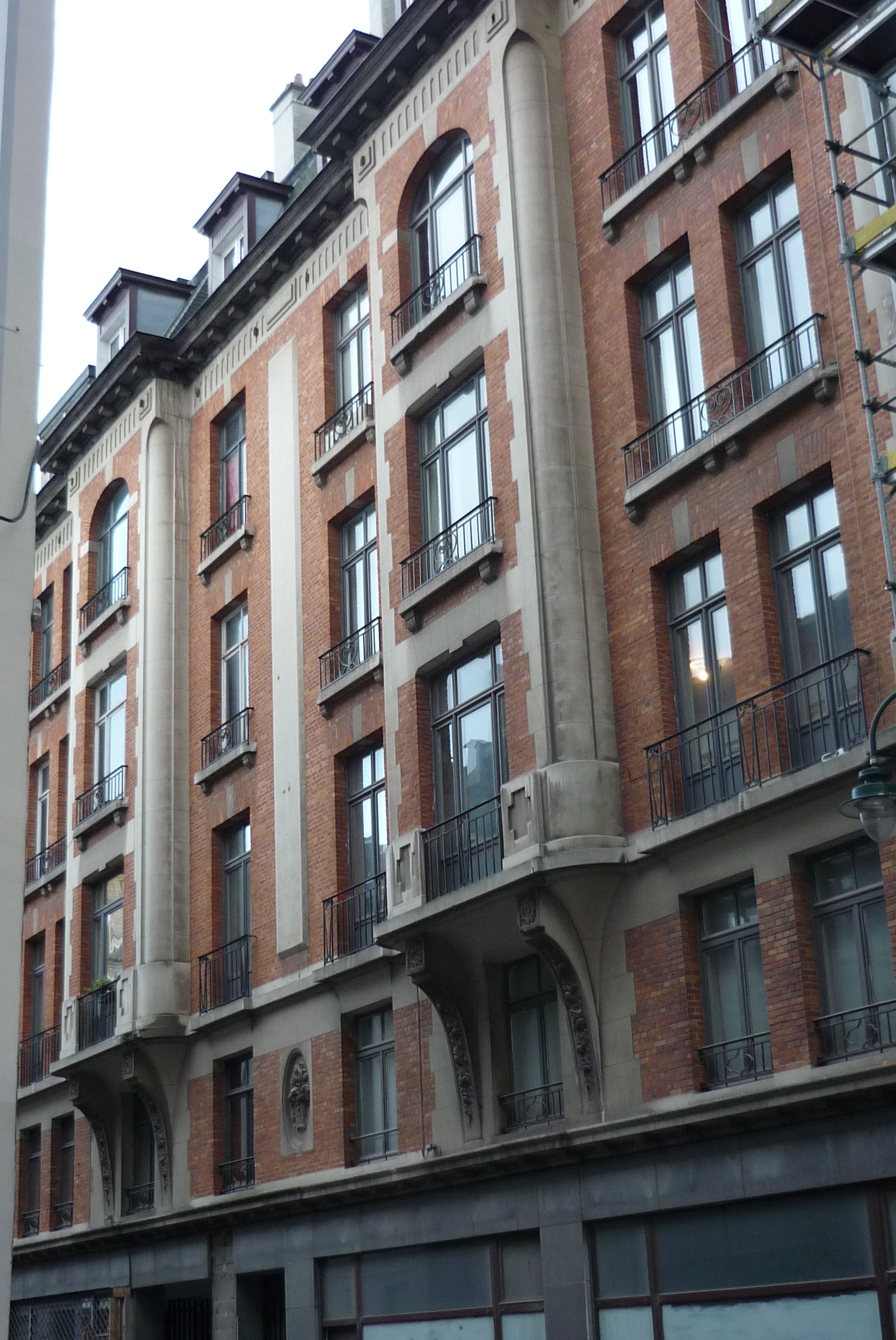
1923: Brüssel, rue des Fabriques, 32A-36A, Appartementhäuser im Stil des Art déco.
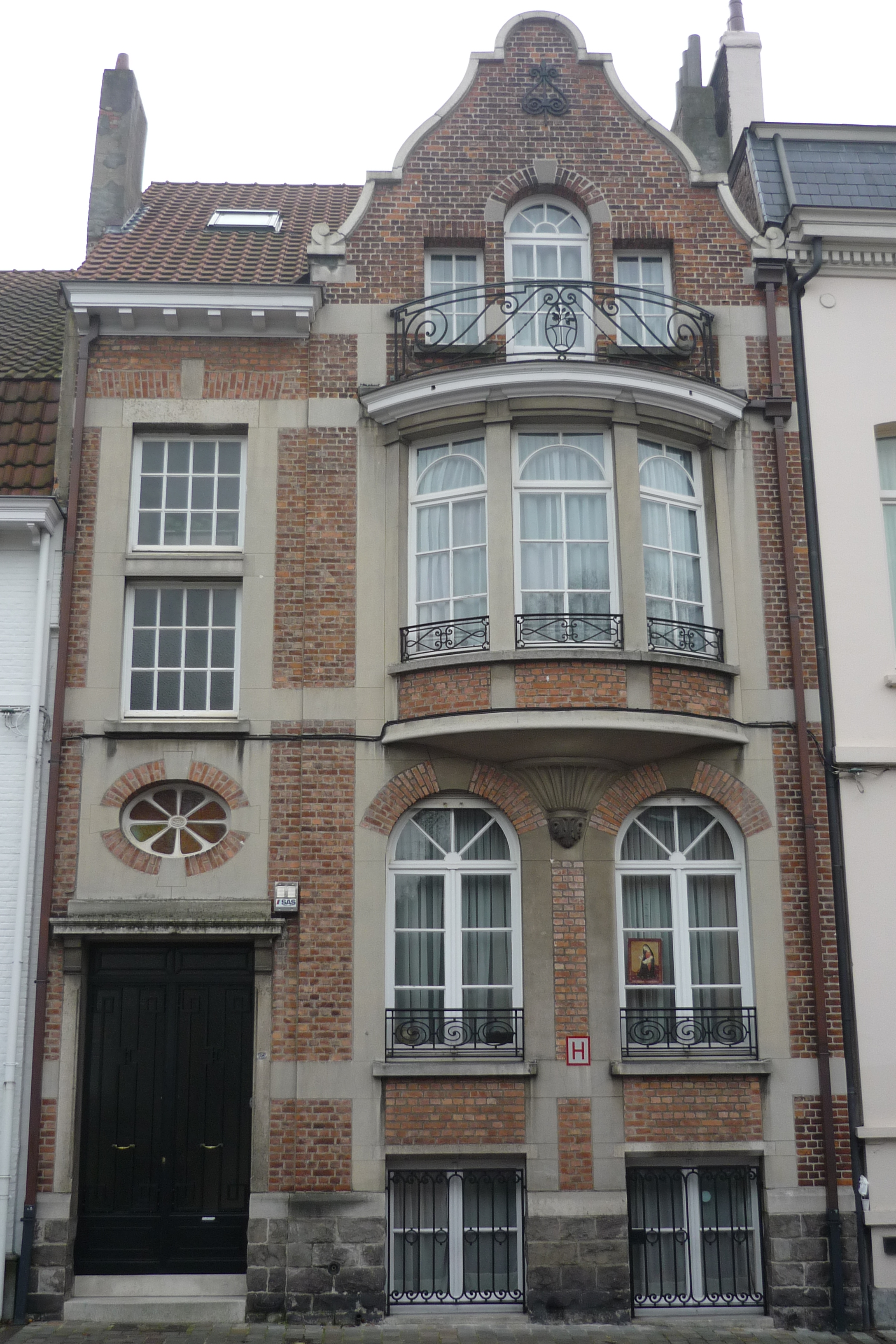
1923:  Woluwe-Saint-Lambert (Brüssel), persönliches Haus des Architecten Eugène van Dievoet, rue Vergote, 30.

| Personendaten    | Personendaten                                 |
| ---------------- | --------------------------------------------- |
| NAME             | Van Dievoet, Eugène                           |
| KURZBESCHREIBUNG | belgischer Architekt in der Zeit des Art déco |
| GEBURTSDATUM     | 9. Mai 1862                                   |
| GEBURTSORT       | Brüssel                                       |
| STERBEDATUM      | 20. März 1937                                 |